# تأليه شكوكي
التأليه الشكوكي هو الرأي الذي يقول بأننا يجب أن نبقى شاكّين بقدرتنا على اعتبار أن تصوراتنا عن الشر يمكن أن تعتبر دليلًا قويًّا ضدّ وجود الإله المسيحي الأرثوذكسي. أطروحة التأليه الشكوكي الرئيسة هي أنه ليس مفاجئًا أن تكون أسباب كائنٍ مطلق العلم والذكاء للسماح بالشرور، خارجةً عن الفهم الإنساني. أي إن ما نعتبره شرورًا عبثية قد يكون ضرورةً لإحداث خيرٍ أكبر أو منع شرورٍ مساوية أو أكبر. يمكن أن تستعمل هذه الحجّة للدفاع عن التأليه، ولكنها استُعملت أيضًا للدفاع عن آراء اللاأدريين.
قد يكون التأليه الشكوكي عقيدة يعتقد بها الإنسان اعتقادًا غير رسمي اعتمادًا على عقيدة التأليه التي يعتقدها، ولكن أصل مصطلح التأليه الشكوكي كان ورقة نُشرت عام 1996 للفيلسوف بول درابر، وكان عنوانها «المؤلّه الشكوكي». تُبُنِّي مصطلح درابر بعد نشر ورقته في الفلسفة الأكاديمية وتطور إلى مجموعة من الآراء التي تدعم الأطروحة الشكوكية الرئيسة للتأليه الشكوكي، التي تقول إننا يجب أن نشك في دعوى أن الإنسان يستطيع أن يفهم مُراد الله بالشر. من هذه الحجج حجة مبنيّة على التشبيه، تشبّه فهمنا لدوافع الله بفهم طفل يحاول أن يستوعب أسباب أبيه للسعي في علاج طبي مؤلم، على سبيل المثال. من الحجج الأخرى: حدود القدرة البشرية على فهم المجال الأخلاقي، والاحتكام إلى العوامل المعرفية مثل الحساسية أو المتطلبات السياقية.
في فلسفة الدين، ليس التأليه الشكوكي شكوكية واسعة في شأن معرفة الإنسان بالله، بل هو رأي يُقَدَّم ليكون ردًّا على بعض الدعاوى الفلسفية، مثل الدعاوى التي تستنتج استنتاجات حاسمة «تأخذ كل شيء بعين الاعتبار» بشأن دوافع الله بناءً على الظروف المشاهَدة. وبالإضافة إلى هذا، لا يستعمل التأليه الشكوكي للدفاع عن كل أنواع التأليه، ولطالما كان رأيًا يُقَدَّم للدفاع عن التأليه المسيحي الأرثوذكسي. بل إن التأليه الشكوكي لا يقبله كل المؤلهين، وبعض الذين يقبلون آراءه الشكوكية غير مؤلهين أصلًا.
في الفلسفة، التأليه الشكوكي هو دفاع عن الآراء التأليهية أو اللاأدرية، وهو حجة تستعمل لدفع الدعاوى الحاسمة التي تنتج عن الحجج الإلحادية المبنية على وجود الشر، وهي أن الله ليس عنده أسباب كافية ليسمح ببعض أنواع الشر. تقدم حجة التأليه الشكوكي أيضًا للرد على حجج إلحادية أخرى مثل ادعاء معرفة نوايا الله بناءً على الظروف المشاهدة، منها حجة الخفاء الإلهي.

## التأليه الشكوكي عند درابر
في فلسفة الدين، التأليه الشكوكي رأي يقول بأننا يجب أن نشك بقدرتنا على فهم دوافع الله (أو عدم دوافعه) بناءً على الظروف التي نلاحظها في الكون. هذا الرأي ردُّ على معضلة الشر الإلحادية، التي تؤكد على أن بعض الشرور الموجودة في العالم عبثية، لا جدوى منها، أو لا يمكن فهمها، فإذا كان الأمر هكذا، فهو دليل ضد وجود الإله المسيحي الأرثوذكسي. الله في الرأي المسيحي الأرثوذكسي مطلَق العلم ومطلق الخير ومطلق القوة. يمكن أن يعتبر التأليه الشكوكي نوعًا من الثيوديسية من جهة أنه يحاول توفيق مفهوم الله مع مشكلات الشرور العبثية (الشرور التي تحدث في العالم ويُقال إنه لا سبب يكفي ليجعل الله يسمح بها). هذه النظرة كما قدمها الفيلسوف اللاأدري بول درابر، يُقصَد بها دفع دعوى أساسية في معضلة الشر من خلال القول بأن القدرات الإدراكية البشرية قد تكون غير كافية لإجراء استدلالات استقرائية بشأن أسباب الله أو عدم أسبابه للسماح بالشرور المشاهَدة.

## دليل معضلة الشر
تؤكد معضلة الشر أن مقدار الشر أو أنواعه أو توزعه يقدم قاعدة برهانية لاستنتاج أن وجود الله ليس مرجحًا. للمعضلة صياغات كثير، ولكن يمكن أن تصاغ على طريقة القياس الاستثنائي المنطقية:
1. إذا وُجد إلهٌ مطلَق العلم والخير والقدرة، فلا يمكن أن توجد شرورٌ عبثية.
2. في الكون شرورٌ عبثية.
3. من ثمّ، فلا وجود لإله مطلق العلم والخير والقدرة.

في هذه الصياغة المنطقية، إذا كانت المقدمة الكبرى (الأولى) والمقدمة الصغرى (الثانية) صحيحتين، فإن الاستنتاج (الجملة الثالثة) صحيح. تحدى الفلاسفة المقدمتين، ولكن التأليه الشكوكي يركز على المقدمة الصغرى (الثانية).
في عام 1979 قدم الفيلسوف ويليام روس دفاعًا عن المقدمة الصغرى. وقال إنه ما من حالة نعرفها إذا تولاها كائن كامل القدرة والعلم استطعنا أن نبرر أخلاقيًّا سماحه بوجود بعض أنواع المعاناة الفظيعة. ومن ثم، حسب استنتاج رو، فالراجح أنه ما من حالة موجودة يمكن أن تبرر أخلاقيًّا سماح هذا الكائن بهذه المعاناة. بعبارة أخرى، يقول رو إن عجزه عن تصور سبب صالح يمكن لله أن يسمح بنوع من الشر من أجله، يبرر استنتاج عدم وجود هذا السبب، ومن ثم استنتاج عدم وجود الله.